# 利克普雷里縣區 (伊利諾伊州沃巴什縣)
利克普雷里鎮區（英語：Lick Prairie Precinct）是位於美國伊利諾伊州沃巴什縣的一個縣區。

## 地方資料
根據2010年美國人口普查的數據，利克普雷里鎮區的面積為98.33平方千米，當中陸地面積為95.92平方千米，而水域面積為2.41平方千米。當地共有人口8389人，而人口密度為每平方千米85.31人。